# Две сърца
Две сърца (на английски: Two Hearts) е новела на американския писател Питър Бийгъл и представлява продължение на фентъзи романа „Последният еднорог“, публикуван през 1968 г. Творбата е публикувана за първи път в октомврийско-ноемврийския брой на The Magazine of Fantasy & Science Fiction през 2005 г.
На български език излиза в дебютния брой на алманаха „ФантАstika“ през 2008 г.

## Сюжет
„Две сърца“ е историята на деветгодишната Суз, която се опитва да спаси своето село от грифона, обитаващ близката гора. Местните жители се примиряват с набезите на грифона, докато той отвлича овце и кози, но след известно време чудовището започва да напада и хора. Когато негова жертва става най-добрата приятелка на Суз, тя решава да потърси помощ от краля.
В творбата се появяват част от героите от „Последният еднорог“: крал Лир, магьосникът Шмендрик, Моли Гру. Остарелият крал Лир лично предвожда лова на грифона...

## Награди
- Награда „Хюго“ 2006, първо място в категорията Най-добра новела.
- Награда „Небюла“ 2006, първо място в категорията Най-добра новела.
- Световна награда за фентъзи 2006, номинация в категорията Най-добър разказ.